# Transmisja synchroniczna
Transmisja synchroniczna (ang. synchronous transmission) – sposób przesyłania danych, w którym następuje ono w wyznaczonych momentach czasu określonych dodatkowym sygnałem, tzw. sygnałem zegarowym CLK, wspólnym dla nadajnika i odbiornika informacji (danych). Po ustaleniu parametrów transmisji i synchronizacji jej uczestników, w czasie trwania sygnału zegarowego, następuje faza transmisji danych, która odbywa się ze stałą prędkością, a „odbiorca” zlicza przesyłane bity (na podstawie czasu transmisji).
Przykłady transmisji synchronicznej:
- DDS (ang. Digital Data Service),
- SONET (ang. Synchronous Optical Network) – USA,
- SDH (ang. Synchronous Digital Hierarchy) – Europa.